# Handball-Oberliga Baden-Württemberg der Frauen 2012/13
Die Handball-Oberliga Baden-Württemberg der Frauen 2012/13 wurde unter dem Dach der Handballverbände Baden, Südbaden sowie  Württemberg organisiert. Sie ist die höchste Spielklasse des Verbundes und wird unterhalb der 3. Liga als vierthöchste Spielklasse im deutschen Ligensystem eingestuft.

## Saisonverlauf
Die Handball-Oberliga Baden-Württemberg der Frauen 2012/13 war die dreizehnte Ausspielung dieser Handballliga.

### Modus
Vierzehn Mannschaften spielten eine Vor- und Rückrunde. Nach Abschluss der daraus resultierenden Spieltage sind Meister und Vizemeister in die 3. Liga aufgestiegen und die letzten vier Mannschaften in die Verbandsligen abgestiegen.

## Teilnehmer
Nicht mehr dabei waren die Auf- und Absteiger der Vorsaison. Neu hinzukamen die Absteiger (A) der 3. Liga und die Aufsteiger (N) aus den Verbandsligen.

Handballverband Baden

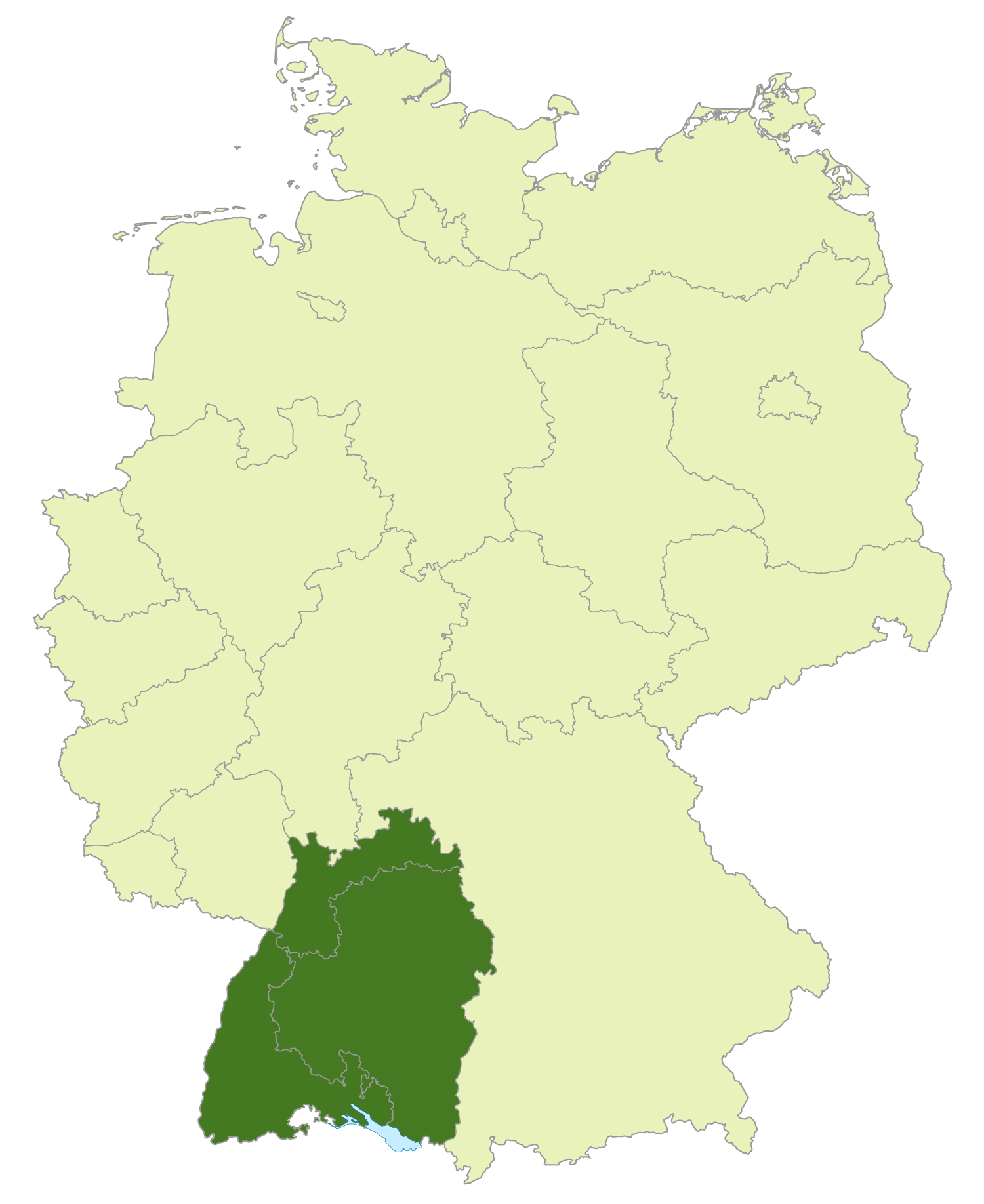
Bereich Handball-Oberliga
Baden-Württemberg

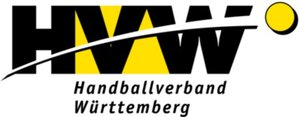
Handballverband Württemberg

### Abschlussplatzierungen
|  1. TV Holzheim 1885  2. HSG TB/TG 88 Pforzheim - 3. TS Ottersweier - 4. WSG Eningen/Pfullingen - 5. SV Allensbach II - 6. TV Lahr 1846 - 7. HSG Mannheim - 8. HSG Deizisau/Denkendorf (N) - 9. TV Pflugfelden - 10 TSV Germania Malsch (N)  11 Stuttgarter Kickers (N)  12 TV Weingarten  13 TV Brombach 1882 (N)  14 SG Schenkenzell/Schiltach |

(A) = Absteiger aus der 3. Liga (N) = neu in der Liga
  Meister und Aufsteiger zur 3. Liga 2013/14
 Aufsteiger zur 3. Liga 2013/14
- Für die Oberliga 2013/14 qualifiziert